# Mariscal del Imperio

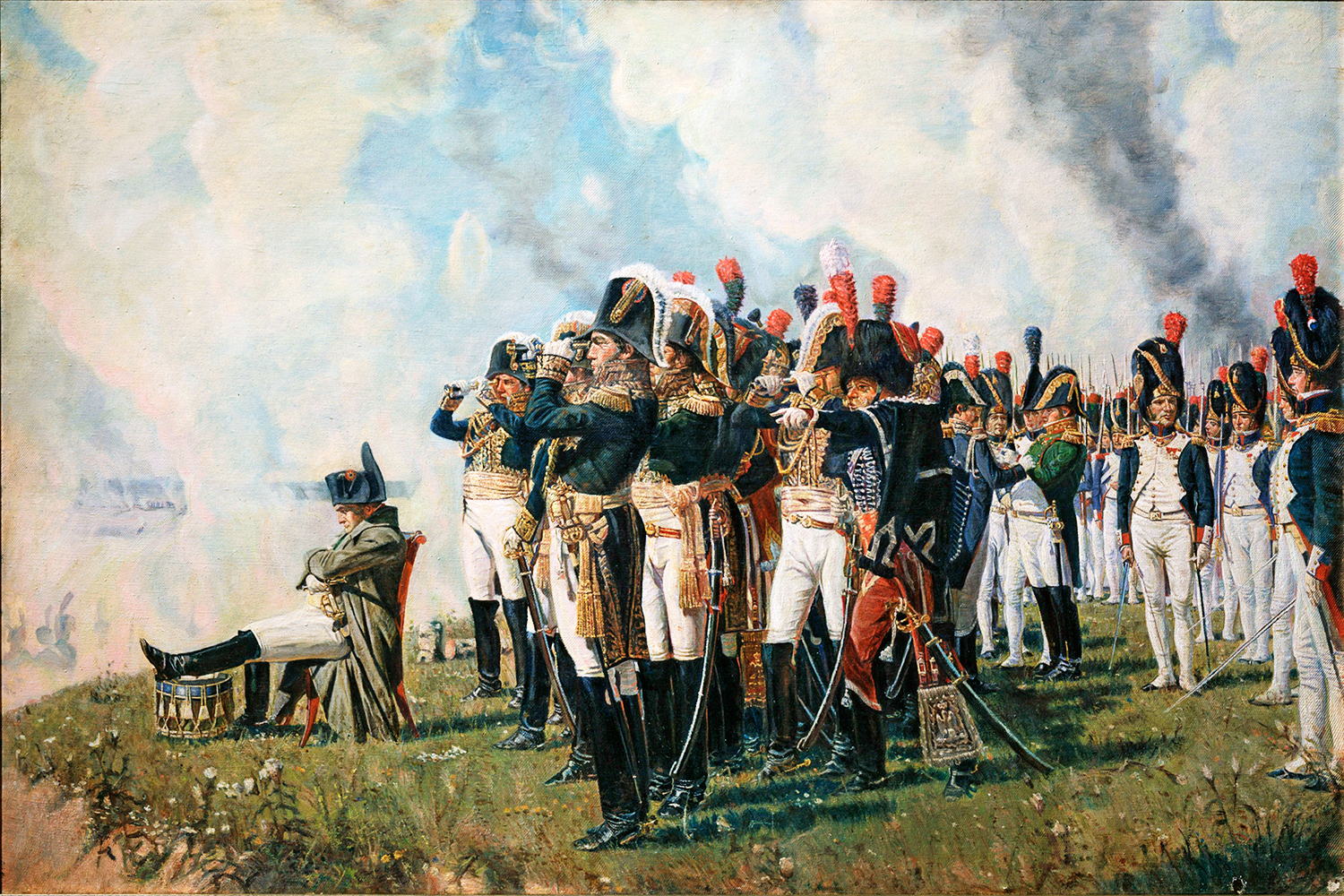
Napoleón y varios de sus mariscales (reconocibles por sus bicornios de plumas blancas) en la batalla de Borodinó en 1812. Pintura de Vasili Vereshchagin

Mariscal del Imperio (en francés: Maréchal d'Empire) fue una dignidad civil durante el Primer Imperio francés. Fue creado por Sénatus-consulte (decreto senatorial) el 18 de mayo de 1804 y en gran medida reinstituyó el título anteriormente abolido de mariscal de Francia. De acuerdo con el sénatus-consulte, los mariscales eran grandes oficiales del Imperio, con derecho a un alto cargo en la corte y a la presidencia de un colegio electoral
Si bien en teoría el cargo estaba reservado «los generales más distinguidos», en la práctica el emperador Napoleón I concedía el título de acuerdo con sus propios deseos y convicciones y tomó al menos unas cuantas decisiones controvertidas. Aunque no se trata de un rango militar, los mariscales ostentaban cuatro estrellas plateadas, mientras que en comparación el rango militar más alto, general de división, ostentaba tres estrellas. Además, el mariscalato rápidamente se convirtió en la señal prestigiosa del logro militar supremo y se hizo costumbre que las órdenes más importantes recayeran en los mariscales. Todos los mariscales ostentaban sus propios escudos de armas, tenían derecho a honores especiales y varios de ellos desempeñaron altas funciones dentro del ejército. Llevaban uniformes distintivos y tenían derecho a portar un bastón como símbolo de su autoridad.
A lo largo de su reinado entre 1804 y 1815, Napoleón nombró un total de 26 mariscales, aunque en ningún momento en particular su número superó los 20. La lista inicial de 1804 incluía 14 nombres de generales activos y cuatro de generales retirados, a quienes se les otorgó el título de mariscal «honorario». Esto fue seguido por otros seis ascensos, y ocho generales más ascendieron al mariscalato. Con frecuencia, el título garantizaba un estatus social muy privilegiado: cuatro mariscales fueron elevados a Condes del Imperio y 17 recibieron el título de Duque o Príncipe. Los mariscales llevaban estilos de vida suntuosos (con dos excepciones, Jean-Baptiste Bessières y Jean-Mathieu-Philibert Sérurier) y dejaron fortunas importantes, a veces inmensas. Varios de ellos recibieron importantes rentas vitalicias. Además, algunos recibieron dotaciones financieras de manos del emperador, y dos de ellos, Louis-Alexandre Berthier y André Masséna, recibieron más de un millón de francos cada uno. Dos mariscales, Joaquín Murat y Jean-Baptiste Bernadotte (futuro Carlos XIV Juan de Suecia), se convirtieron en reyes, siendo este último el ancestro directo de la actual familia real sueca.
Durante las Guerras napoleónicas, la mayoría de los mariscales ocuparon mandos importantes, obteniendo algunas de las más brillantes victorias en ellas. Tres de ellos, Jean Lannes, Louis-Nicolas Davout y Louis-Gabriel Suchet, prácticamente no conocieron la derrota en batallas campales, a pesar de participar en decenas de enfrentamientos. Si bien no se esperaba por lo general de los mariscales que lideraran la batalla desde el frente, a menudo se expusieron a enormes peligros en los campos de batalla europeos. Tres de ellos murieron en combate o como resultado de heridas de batalla (Jean Lannes, Jean-Baptiste Bessières y Józef Poniatowski). En sus cinco años como mariscal del Imperio entre 1809 y 1814, Nicolas-Charles Oudinot recibió siete de las 34 heridas que sufrió en batalla a lo largo de su carrera, viviendo hasta la entonces venerable edad de 81 años. Si bien los mariscales eran a menudo formidables cuando servían bajo las órdenes directas de Napoleón, demostraban menos eficacia cuando se veían en la obligación de cooperar en ausencia del emperador. Al ser puestos bajo el mando de otro mariscal, algunos actuaron de mala fe repetidamente, y sus conflictos tuvieron en ocasiones consecuencias militares fatales. Tras la caída de Napoleón, la mayoría de ellos juraron lealtad a la Restauración borbónica y varios pasaron a ocupar puestos y mandos importantes.

## Orígenes

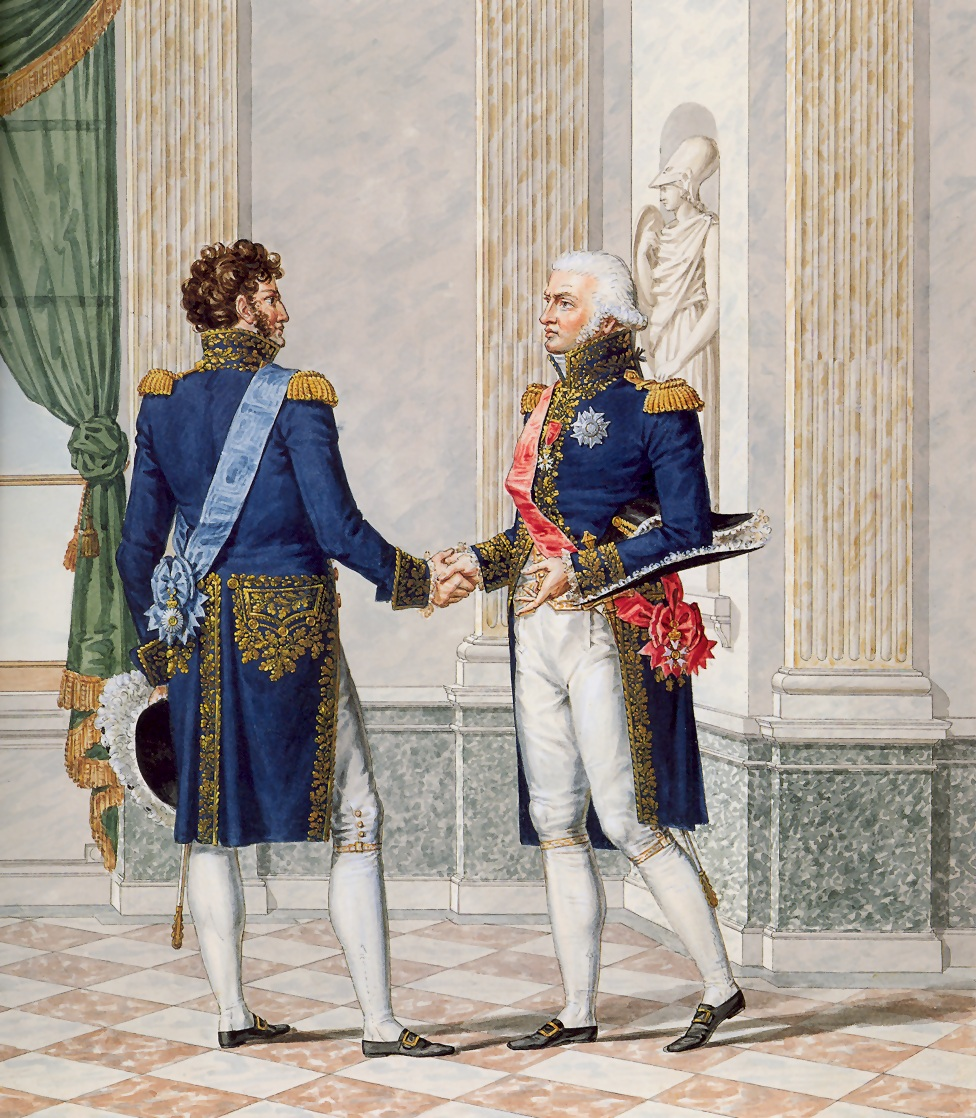
Uniforme oficial de un mariscal del Imperio. Fue diseñado por el pintor Jean-Baptiste Isabey y el diseñador Charles Percier.

Los orígenes de la palabra francesa Maréchal se remontan a los carolingios, de la antigua palabra germana marascahl, un supervisor de establos que tenía a cargo los caballos del rey. Con la creciente importancia de la caballería de batalla durante la Alta Edad Media, el rol llegó a adquirir cierto prestigio y empezó a conocerse como mariscal de Francia. Albéric Clément, quien comandó la vanguardia del rey Felipe Augusto durante la victoria sobre los ingleses en labatalla de Bouvines en 1214, fue el primer mariscal en ejercicio del que queda registro escrito. Inicialmente, el rol se concedía a una sola persona, pero tres décadas después de la batalla de Bouvines, Luis IX de Francia zarpó hacia la Cruzada de 1248 con dos mariscales. Al menos desde el siglo XV, los mariscales ya no se ocupaban de los caballos y establos del rey, sino que eran simples líderes militares, rol que mantendrían hasta los tiempos modernos. Si bien el cargo siguió siendo muy prestigioso, su número creció a lo largo de los siglos, y por ejemplo Luis XIV llegó a nombrar hasta 51 mariscales durante su largo reinado de 72 años. En los años previos a la Revolución francesa, había entre 15 y 16 mariscales constantemente, pero una ley del 4 de marzo de 1791 redujo su número a seis y un decreto del 21 de febrero de 1793 abolió eñ cargp por completo.
Once años después, Napoleón Bonaparte se convirtió en emperador de los franceses y deseaba instituir una élite militar para el nuevo Imperio francés. El artículo 48 del Título del 19 de mayo de 1804 instituyó los grandes oficiales del Imperio, entre los cuales los mariscales eran los de mayor rango. En la jerarquía de la corte imperial, ocupaban el quinto rango, por detrás del emperador y la emperatriz, la familia Imperial, los grandes dignatarios y los ministros. Se les otorgó un derecho a etiqueta especial: cuandoquiera que el emperador les escribía, los llamaba Mon Cousin («Primo mío»),  cuando un tercero les escribía, los debía llamar Monsieur le Maréchal (señor mariscal), y al hablar, se les debía llamar Monsigneur (monseñor o «Mi Señor»). Eran recibidos con 13 disparos de cañón cuando estaban en su cuartel general y se les honraba con 11 cuando se encontraban fuera. Tenían derecho también a su propio escudo de armas personal.

Representación gráfica del bastón de mando de un mariscal durante el Primer Imperio francés

Si bien se trataba de una dignidad puramente civil reservada a generales distinguidos y no de un rango militar, los mariscales ostentaban cuatro estrellas, mientras que el mayor rango militar de la época, los Generales de división, ostentaban apenas tres. Contrariamente a la idea popular y a su representación en la mayoría de pinturas de la época, las cuatro estrellas de los mariscales eran plateadas y no doradas. Los mariscales debían utilizar un uniforme estándar, que fue establecido mediante decreto el 18 de julio de 1804 y que fue diseñado por el pintor Jean-Baptiste Isabey y el arquitecto y diseñador Charles Percier. No obstante, los mariscales optaban frecuentemente por usar variantes del uniforme oficial o trajes de diseños totalmente diferentes. El principal distintivo de los mariscales era su bastón de mando. Este era cilíndrico, de 50 centímetros de largo y 4 centímetros y medio de diámetro, y estaba hecho en madera y revestido en terciopelo azul oscuro, con decoraciones de águilas reales o de abejas, ambos símbolos del imperio.

## Ascensos
La creación de esta nueva dignidad civil permitió a Napoleón fortalecer su recién creado régimen recompensando a los generales más valiosos que habían servido a su mando durante sus campañas en Italia y Egipto, así como a soldados que habían ocupado mandos importantes durante las Guerras revolucionarias francesas. Luego, otros generales de alto rango fueron ascendidos a mariscales en seis ocasiones, de manera principal tras victorias importantes en el campo de batalla. En retrospectiva, las elecciones de Napoleón sobre quién alcanzaba el mariscalato no siempre fueron acertadas.

### Primer ascenso (1804)
Con el primer ascenso se instituyeron dieciocho nuevos mariscales del Imperio, lo que coincidió con la proclamación del Primer Imperio francés y fue aprovechado como una oportunidad para que el nuevo emperador fortaleciera el nuevo régimen. En la lista se incluían los nombres de 14 generales que habían servido en los ejércitos de la República durante las Guerras Revolucionarias francesas. Siete de estos generales habían servido directamente bajo las órdenes de Napoleón en sus campañas en Italia o Egipto. Más aún, Napoleón se aseguró también de recompensar a varios oficiales generales que habían ganado fama e influencia política considerables como comandantes de los ejércitos de la República, así como a varios  muy prometedores que habían ocupado importantes mandos divisionales en el Ejército del Rin. Estos últimos eran célebres por sus sentimientos mayoritariamente republicanos y nunca habían estado bajo el mando de Napoleón. Al recompensar sus logros militares, Napoleón buscaba ganarse su lealtad y asegurarse de que fueran partidarios del nuevo régimen imperial y no opositores.
En general, el primer ascenso incluyó nombres de 14 generales. El Secretario de Estado Henri Jacques Guillaume Clarke redactó una lista inicial que fue modificada posteriormente por el emperador. Napoleón agregó con su propia puño el nombre de Joaquín Murat, quien estaba notoriamente ausente en la lista provisional de Clarke. Es posible que esto se haya tratado de una omisión, pero no parece haber evidencia a tal respecto. La lista final incluyó los siguientes nombres, en un orden que hasta el día de hoy sigue sin estar claro:
- Louis-Alexandre Berthier, un experimentado soldado del Antiguo Régimen, parte del Cuerpo Expedicionario francés durante la Guerra revolucionaria de los Estados Unidos, y quien se había convertido en el «indispensable» jefe de Estado mayor de Napoleón, creando un complejo sistema de estado mayor compuesto principalmente por tres grupos que resultó altamente efectivo.[7]
- Joaquín Murat, que se había casado con la hermana de Napoleón, Carolina, y luego se hizo un nombre bajo el mando de su cuñado como gallardo comandante de caballería. Posteriormente fue nombrado rey de Nápoles.
- Bon-Adrien Jeannot de Moncey, un soldado competente aunque nada excepcional, que había sido comandante en jefe del ejército francés que derrotó a España y la obligó a abandonar la Primera Coalición.
- Jean-Baptiste Jourdan, el héroe de Fleurus, un republicano acérrimo, ocupó importantes mandos e hizo campaña en el Rin.
- André Masséna, un soldado tenaz y persistente, uno de los antiguos altos comandantes de división de Napoleón en su Primera Campaña Italiana y que posteriormente adquirió una considerable reputación como comandante de ejércitos independiente.
- Pierre Augereau, un hábil estratega, otro de los principales comandantes de división de Napoleón en la Primera Campaña Italiana.
- Jean-Baptiste Bernadotte, sirvió como ministro de Guerra y embajador en Austria bajo el Directorio, fue uno de los comandantes de división de Jourdan en el Ejército del Rin y él mismo un republicano, que también luchó con Napoleón en Italia como comandante de división, y comandante del Ejército de Occidente durante el Consulado
- Guillaume Brune, un feroz republicano, había sido amigo del periodista Jean-Paul Marat y ascendió hasta convertirse en un influyente soldado y diplomático y héroe de la batalla de Castricum .
- Jean-de-Dieu Soult, comandante y organizador confiable, que había servido bajo las órdenes de Jourdan y Jean Victor Marie Moreau y se convirtió en la mano derecha de Masséna durante las campañas de 1799-1800.
- Jean Lannes, un distinguido soldado que demostró su valentía en Italia y Egipto, llegando a convertirse en general de división y comandante de la guardia consular.
- Édouard Mortier, un comandante capaz que sirvió con gran distinción durante la Guerra de la Segunda Coalición en Zúrich y Hannover.
- Michel Ney, un excelente oficial de caballería que se distinguió en la Guerra de la Primera Coalición
- Louis-Nicolas Davout, quizás el mejor general de Napoleón, republicano y comandante de la guardia consular y ya tenía un historial impresionante, sirviendo también en la Expedición egipcia, aunque había rumores de que Davout había ascendido al rango de mariscal debido a la muerte de dos de sus mecenas (el general Desaix en Marengo y Charles Leclerc, que murió de fiebre amarilla en Haití)
- Jean-Baptiste Bessières, un excelente comandante de caballería y uno de los amigos más cercanos de Napoleón.

En la lista se mencionaron cuatro nombres más, exgenerales de alto rango que habían ejercido el mando de ejércitos y habían sido elegidos senadores de la República. Su estatus era solo honorario a raíz de su edad avanzada y no recibirían comandos de campo.
- François Christophe de Kellermann, el mariscal de mayor edad elegido por Napoleón, supuestamente honorario aunque, de hecho, Kellermann demostró ser uno de los más eficaces en el manejo de las fuerzas de reserva.
- François Joseph Lefebvre, quien continuó sirviendo como comandante de campo
- Catherine-Dominique de Pérignon, que luchó en la frontera de los Pirineos contra España, obteniendo varias victorias clave, pero retirándose del mando militar poco antes de convertirse en mariscal, nunca volvió a ocupar el mando militar activo.
- Jean-Mathieu-Philibert Sérurier, amigo íntimo y partidario de Georges Danton, lo que lo hacía políticamente útil para Napoleón

### Segundos ascensos (1807)
- Claude Victor-Perrin, un hábil comandante que había servido bajo las órdenes de Napoleón en el Sitio de Tolón, en el que personalmente hizo retroceder a los británicos al mar, sin mencionar su valor durante la campaña italiana. Nombrado mariscal por su actuación en la batalla de Friedland.

### Terceros ascensos (1809)
Se nombraron tres nuevos mariscales tras la batalla de Wagram.
- Jacques MacDonald, el único mariscal del Imperio ascendido en un campo de batalla, y fue la elección de Napoleón para «Francia»
- Nicolas Charles Oudinot, la elección de Napoleón para el «Ejército»
- Auguste de Marmont, fue la elección de la «amistad», probablemente con Napoleón

### Cuartos ascensos (1811)
- Louis-Gabriel Suchet, uno de los mariscales más destacados y exitosos de las Guerras napoleónicas y el único mariscal que obtuvo su bastón en las Guerras peninsulares tras su Victoria en Tarragona.[8]

### Quintos ascensos (1812)
- Laurent de Gouvion Saint-Cyr fue nombrado mariscal después de derrotar a un ejército ruso en Polotsk, defendiendo la punta de lanza francesa que avanzaba hacia Moscú. En reconocimiento a esto, Napoleón lo nombró mariscal.

### Sextos ascensos (1813)
- Józef Antoni Poniatowski era un firme partidario de Napoleón y participó en la invasión de Rusia. Estuvo en la retaguardia de la desastrosa Batalla de Leipzig y se ahogó, habiendo servido como Mariscal del Imperio apenas durante tres días. Fue el primer y único mariscal de Napoleón que no era francés. Era miembro de la Casa de Poniatowski .

### Séptimos ascensos (1815)
- Emmanuel de Grouchy fue nombrado mariscal en las etapas finales de la carrera militar de Napoleón. Grouchy, un capaz general de caballería durante las guerras napoleónicas, fue nombrado mariscal antes de la Campaña de Waterloo o de los 100 días. Fue ampliamente culpado por no unirse a Napoleón en la batalla de Waterloo, al estar involucrado en batallas innecesarias con el comandante de campo prusiano, von Blücher.

### Controversias
Entre los hombres a los que se les ofreció el Mariscalato, había una mezcla de célebres generales, que habían comandado los ejércitos de la República (Brune, Jourdan, Kellermann, Lefebvre, Masséna, Moncey), así como generales más jóvenes, cuyo mando nunca superó tropas del tamaño de una división (Mortier, Ney, Soult). Había incluso generales relativamente desconocidos de las expediciones italianas o egipcias de Napoleón, que acababan de conseguir su ascenso al máximo rango militar de generales de división, pero que nunca habían ocupado mandos importantes (Bessières, Davout, Lannes). Como era de esperar, esto creó cierto nivel de descontento entre los de mayor rango. André Masséna se destacó por sus comentarios sardónicos: «Hay catorce de nosotros...», que murmuró cuando sus amigos vinieron a felicitarlo por ser nominado. Auguste de Marmont, para entonces un general joven, posiblemente enojado por no haber sido nominado, también comentó que: «Si Bessières es mariscal, cualquiera puede serlo». Irónicamente, de Marmont mismo fue nombrado Mariscal en 1809, aunque se dijo que recibió la distinción gracias a su estrecha amistad con Napoleón y no porque fuera un gran general.

## Lista de mariscales del imperio
| Mariscal                          | Títulos                                                                      | Nacimiento                                             | Muerte                                           | Ascenso | Registro de Batalla | Retrato | Mandos |
| --------------------------------- | ---------------------------------------------------------------------------- | ------------------------------------------------------ | ------------------------------------------------ | ------- | --- | ------- | --- |
| Pierre François Charles Augereau  | Duque de Castiglione                                                         | 21 de octubre de 1757 en París                         | 12 de junio de 1816 en La Houssaye-en-Brie       | 1804    | Batalla de Loano, Batalla de Castiglione, Batalla de Arcole, Batalla de Ulm, Batalla de Jena, Batalla de Eylau, Sitio de Gerona, Batalla de Leipzig |         | Comandante de división en los Pirineos en el ejército de Italia, VII Corps (Grande Armée) (1803-1811), parte de la Retaguardia en la campaña rusa, IX Corps (Grande Armée) (1813-1814), Ejército de Lion (1814) |
| Jean-Baptiste Bernadotte          | Príncipe de Pontecorvo luego rey de Suecia                                   | 26 de enero de 1763 en Pau                             | 8 de marzo de 1844 en Estocolmo                  | 1804    | Sitio de Cuddalore, Batalla de Fleurus, Batalla de Theiningen, Batalla de Ulm, Batalla de Austerlitz, Batalla de Auerstedt, Batalla de Wagram, Batalla de Großbeeren, Batalla de Dennewitz, Batalla de Leipzig |         | 71 Semi Brigada, Comando de División en el ejército de of Sambre-et-Meuse, 4a. División en el Ejército de Italia, embajador francés en Viena, ministro de guerra (1798), comandante del Ejército del oeste, gobernador de Luisiana (nunca asumió, pues Luisiana fue vendida a los Estados Unidos), gobernador de Hannover (1804-1805), Ejército de Alemania septentrional (1805), I Cuerpo (Grande Armée) (1805-1807), gobernador de los Puertos Hanseáticos (1808), 9.º Cuerpo (Sajonia) (1809), Ejército de defensa de Walchren (finales de 1809), como rey de Suecia: Ejército del Norte en la Guerra de la Sexta Coalición |
| Louis-Alexandre Berthier          | Príncipe de Wagram, príncipe soberano de Neuchâtel                           | 20 de noviembre de 1753 en Versalles                   | 1 de junio de 1815 en Bamberg                    | 1804    | Batalla de Rhode Island, Sitio de Yorktown, Batalla de Rivoli, Batalla de Ulm, Batalla de Austerlitz, Batalla de Jena-Auerstedt, Batalla de Eylau, Batalla de Friedland, Batalla de Coruna, Batalla de Regensburg, Batalla de Eckmühl, Batalla de Aspern-Essling, Batalla de Wagram, Batalla de Znaim, Batalla de Smolensk, Batalla de Borodino, Batalla de the Berezina, Batalla de Lützen, Batalla de Bautzen, Batalla de Dresde, Batalla de Leipzig, Batalla de Hanau, Batalla de Brienne, Batalla de Champaubert, Batalla de Montmirail, Batalla de Château-Thierry, Batalla de Vauchamps |         | Comando temporal del Ejército de Italia (1797-1798), Jefe del Estado Mayor de Napoleón (1792-1814), Comando temporal del Ejército contra Austria (1809) |
| Jean-Baptiste Bessières           | Duque de Istria                                                              | 6 de agosto de 1768 en Prayssac                        | 1 de mayo de 1813 cerca de Lützen                | 1804    | Batalla de Boulou, Batalla de Abukir, Batalla de Marengo, Batalla de Austerlitz , Batalla de Eylau, Batalla de Medina del Rioseco, Batalla de Aspern-Essling, Batalla de Wagram, Batalla de Fuentes de Oñoro, Batalla de Lützen † |         | Guardia Imperial (Napoleon I), Comando de Caballería en el Grande Armée durante el comienzo de 1813 |
| Guillaume Brune                   | Conde del Imperio                                                            | 13 de marzo de 1763 en Brive-la-Gaillarde              | 2 de agosto de 1815 en Aviñón                    | 1804    | Batalla de Valmy, Batalla de Hondschoote, Batalla de Fleurus, Batalla de Neerwinden, Insurrecciones federalistas, Insurrección realista del 13 vendimiario, Batalla de Arcole, Batalla de Rivoli, Invasión francesa de Suiza, Golpe de Estado de la República Cisalpina, Batalla de Castricum, Batalla de Monzambanno, Batalla de Pollozzo, Sitio de Stralsund, Cien Días |         | División en el Ejército del Norte, División en el Ejército de Italia, Ejército de Suiza, Ejército Bátavo, Ejército de Italia, Embajador ante el Imperio otomano, Campo de Boloña (1806-1807), gobernador general de los Puertos Hanseáticos (1807), Ejército de Pomerania (1807) Ejército del Var 1815 |
| Louis-Nicolas Davout              | Duque de Auerstaedt, príncipe de Eckmühl                                     | 10 de mayo de 1770 en Annoux                           | 1 de junio de 1823 en París                      | 1804    | Batalla de Neerwinden, Batalla de Abukir, Batalla de Austerlitz, Batalla de Jena-Auerstedt, Batalla de Eylau, Batalla de Teugen-Hausen, Batalla de Eckmühl, Batalla de Aspern-Essling, Batalla de Wagram, Batalla de Saltanovka, Batalla de Borodino, Batalla de Vyazma, Batalla de Krasnoi, Sitio de Hamburgo, Batalla de Issy |         | Cuerpo de Voluntarios (1792), Comando de División en el Ejército de Mosela (1793-1794), III Cuerpo (1804-1810), gobernador de los Puertos Hanseáticos (1810-1812), I Cuerpo (1812-1814), XIII Cuerpo (Grande Armée) (1813-1814), ministro de guerra durante la Guerra de la Séptima Coalición, comandó la Defensa de París (1815), alcalde de Savigny-sur-Orge (1822-1823) |
| Jean-Baptiste Jourdan             | Conde bajo la Restauración borbónica                                         | 29 de abril de 1762 en Limoges                         | 23 de noviembre de 1833 en París                 | 1804    | Sitio de Savannah, Batalla de Jemappes, Batalla de Hondschoote, Batalla de Wattignies, Batalla de Lambusart, Batalla de Fleurus, Sitio de Luxemburgo, Batalla de Amberg, Batalla de Wurzburg, Batalla de Limburg, Batalla de Ostrach, Batalla de Stockach, Batalla de Talavera, Batalla de Vitoria |         | 2.º Batallón de Voluntarios de Haute-Vienne, División en el Ejército del Norte, Ejército del Norte (1793-1794), Ejército de la Mosela , Ejército del Rin, consejero militar del rey José en España, gobernador del Hotel de Invalides (1830-1833) |
| François Christophe de Kellermann | Duque de Valmy                                                               | 28 de mayo de 1735 en Estrasburgo                      | 23 de septiembre de 1820 en París                | 1804    | Batalla de Valmy |         | Ejército de Alsacia, Ejército del Rin, Comando de tropas de Entrenamiento y Reserva, presidente del Senado |
| Jean Lannes                       | Duque de Montebello, príncipe de Siewierz                                    | 10 de abril de 1769 en Lectoure                        | 31 de mayo de 1809 en Ebersdorf                  | 1804    | Batalla de Lodi, Batalla de Bassano, Batalla de Castiglione, Batalla de Arcole, Batalla de Rivoli, Batalla de Montebello, Batalla de Abukir, Batalla de Austerlitz, Batalla de Jena-Auerstedt, Batalla de Friedland, Batalla de Tudela, Sitio de Zaragoza, Batalla de Teugen-Hausen, Sitio de Regensburg, Batalla de Landshut, Batalla de Eckmühl, Batalla de Aspern-Essling † |         | División en los Pirineos, División en el Ejército de Italia, Brigada en Egipto, Guardia Consular, V Cuerpo |
| François Joseph Lefebvre          | Duque de Dantzig                                                             | 25 de octubre de 1755 en Rouffach                      | 4 de septiembre de 1820 en París                 | 1804    | Batalla de Fleurus, Batalla de Altenkirchen, Batalla de Jena-Auerstedt, Sitio de Danzig, Batalla de Burgos, Batalla de Eckmühl, Batalla de Vilnius, Batalla de Champaubert, Batalla de Montmirail, Batalla de Montereau, Batalla de Arcis-sur-Aube |         | Sargento en los Gardes françaises, brigadier general, comandante del Ejército de Sambre-et-Meuse, comandante de la Vanguardia en el Ejército del Danubio, Golpe de Estado del 18 de brumario, División en la Antigua Guardia, Infantería de la Guardia Imperial (1805), X Cuerpo, Ejército de Baviera, Antigua Guardia (1812-1814) |
| André Masséna                     | Duque de Rivoli, príncipe de Essling Jefe de RivoliPar de Francia            | 16 de mayo de 1758 en Niza                             | 3 de abril de 1817 en París                      | 1804    | Sitio de Tolón, Batalla de Loano, Batalla de Montenotte, Batalla de Dego, Batalla de Mondovi, Batalla de Castiglione, Batalla de Bassano, Batalla de Caldiero (1796), Batalla de Arcole, Batalla de Rivoli, Sitio de Mantua, Batalla de Zurich, Sitio de Génova, Batalla de Verona, Batalla de Caldiero (1805), Batalla de Campo Tenese, Sitio de Maida, Batalla de Aspern-Essling, Batalla de Wagram, Batalla de Bussaco, Líneas de Torres Vedras, Batalla de Fuentes de Oñoro |         | Soldado en el Regimiento Real Italiano, suboficial en el Regimiento Real Italiano, oficial del Ejército revolucionario francés, coronel del Ejército de Italia, general de brigada, general de división, comandante de dos divisiones en el ejército de Italia, Comando de todas las tropas francesas en Italia, Guarnición de Génova, Ejército de Italia (1804-1806) Ejército de Invasión de Nápoles (1806), IV Cuerpo (1809), Ejército de Portugal (1810-11), comandante Local en Marsella, comandante de la Guardia Nacional (1815)                                                                                         |
| Bon-Adrien Jeannot de Moncey      | Duque de Conegliano Par de Francia                                           | 31 de julio de 1754 in Moncey                          | 20 de abril de 1842 en París                     | 1804    | Frente occidental de los Pirineost, Sitio de Zaragoza, Sitio de Valencia, Batalla de París, Cien Mil Hijos de San Luis |         | Capitán en el Ejército francés, Batallón en los Pirineos, comandante del ejército occidental de los Pirineos, Ejército del tamaño de Cuerpos en Suiza, inspector general de la Gendarmería, comandante de un Cuerpo en España, director de la Guardia Nacional de París, comandante de Cuerpo en la Intervención española, gobernador del Hotel des Invalides |
| Édouard Mortier                   | Duque de Treviso                                                             | 13 de febrero de 1768 en Le Cateau-Cambrésis           | 28 de julio de 1835 en París                     | 1804    | Batalla de Wattignies, Segunda Batalla de Zúrich, Batalla de Dürenstein, Batalla de Lübeck, Batalla de Friedland, Batalla de Ocaña, Batalla de Krasnoi, Batalla de Lützen, Batalla de Leipzig, Batalla de París |         | Rendición de Maguncia, general de Brigada, general División, ocupación de Hannover, un Cuerpo en la campaña de Ulm, VIII Cuerpo (1804-1812), Guardia Imperial (1812-1813 &1815), embajador ante Rusia |
| Joaquín Murat                     | Príncipe Murat, gran duque de Berg, rey de Nápoles                           | 25 de marzo de 1767 en La Bastide-Fortunière           | 13 de octubre de 1815 en Pizzo Calabro, Calabria | 1804    | Batalla de Abukir, Batalla de Marengo, Batalla de Austerlitz, Batalla de Jena-Auerstedt, Batalla de Eylau, Batalla de Smolensk, Batalla de Borodino, Batalla de the Berezina, Batalla de Dresden, Batalla de Leipzig, Batalla de Leipzig, Batalla de Tolentino |         | Guardia Constitucional, Cabo del 12.º de Chasseurs, subteniente, coronel, ayudante de campo del Ejército de Italia, comandante de Caballería, Ejército de Madrid, comandante de Caballería en el Grande Armée (1812-1813), Ejército de invasión napolitana (1815) |
| Michel Ney                        | Duque de Elchingen, príncipe de los Moskva, par de Francia                   | 10 de enero de 1769 en Saarlouis (entonces en Francia) | 7 de diciembre de 1815 en París                  | 1804    | Batalla de Valmy, Batalla de Neerwinden, Sitio de Maguncia, Batalla de Neuwied, Batalla de Winterthur, Batalla de Hohenlinden, Stickrieg, Batalla de Elchingen, Batalla de Ulm, Batalla de Jena-Auerstedt, Sitio de Magdeburg, Batalla de Eylau, Batalla de Friedland, Batalla del Puerto de Baños, Sitio de Ciudad Rodrigo, Sitio de Almeida, Combate de Côa, Batalla de Busaco, Batalla de Pombal, Batalla de Redinha, Batalla de Fuentes de Oñoro, Batalla de Casal Novo, Batalla de Foz de Arouce, Batalla de Smolensk, Batalla de Borodino, Batalla de Krasnoi, Batalla de the Berezina, Batalla de Weissenfels, Batalla de Lützen, Batalla de Bautzen, Batalla de Dennewitz, Batalla de Leipzig, Batalla de Quatre Bras, Batalla de Ligny, Batalla de Waterloo |         | Coronel del 4.º Regimiento de Húsares, oficial del Ejército del Norte, brigadier general, general de división (1799), Caballería de tropas en Suiza y el Danubio, VI Cuerpo (1804-1811), Flanco Derecho del Grande Armée en Friedland, III Cuerpo (1812-1814), Flanco izquierdo del Ejército del Norte, carga de caballería en Waterloo |
| Catherine-Dominique de Pérignon   | Conde del Imperio                                                            | 31 de mayo de 1754 en Grenade-Sur-Garonne              | 25 de diciembre de 1818 en París                 | 1804    | Batalla de Escola, Batalla de Sant Llorenç de la Muga, Segunda Batalla de Le Boulou, Sitio de Roses (1794-1795), Batalla de Novi |         | Ejército de los Pirineos orientales, embajador ante España, Ejército de Liguria, gobernador de Parma (1806-1808), gobernador general de Nápoles (1808-1814) |
| Jean-Mathieu-Philibert Sérurier   | Conde del Imperio, Par de Francia                                            | 8 de diciembre de 1742 en Laón                         | 21 de diciembre de 1819 en París                 | 1804    | Batalla de Rossbach, Batalla de Warburg, Sitio de Almeida, Primera Batalla de Saorgio, Segunda Batalla de Saorgio, Primera Batalla de Dego, Batalla de Loanno, Batalla de Montenotte, Batalla de Millesimo, Segunda Batalla de Dego, Batalla de Ceva, Batalla de Mondovì, Batalla de Lodi, Batalla de Borghetto, Sitio de Mantua, Batalla de Valvasone, Batalla de Verona, Batalla de Magnano, Batalla de Cassano, Batalla de París |         | Coronel del 70.º Regimiento de Infantería, Columna del Ejército de Italia, general de brigada, Flanco Derecho del Ejército de Italia, Flanco Izquierdo, general de división, inspector general de Tropas en Francia, comando de la división de Tryol, Defensa de Verderio, vicepresidente del Senado, gobernador de Les Invalides |
| Jean-de-Dieu Soult                | Duque de Dalmacia, Par de Francia                                            | 29 de marzo de 1769 en Saint-Ammans-Soult              | 25 de noviembre de 1851 en Saint-Ammans-Soult    | 1804    | Batalla de Kaiserslautern, Second Batalla de Wissembourg, Batalla de Arlon, Batalla de Fleurus, Batalla de Aldenhoven, Sitio de Luxemburgo, Batalla de Altenkirchen, Batalla de Friedburg, Batalla de Stockach, Primera Batalla de Zúrich, Sitio de Génova, Batalla de Marengo, Batalla de Austerlitz, Batalla de Jena-Auerstedt, Batalla de Eylau, Primera Batalla de Porto, Segunda Batalla de Porto, Batalla de Ocaña, Sitio de Cádiz, Batalla de Albuera, Asedio de Burgos, Batalla de Lützen, Batalla de Bautzen, Batalla de San Marcial, Batalla de Nivelle, Batalla del Bidassoa, Batalla del Nive, Batalla de Orthez, Batalla de Toulouse |         | Instructor del Primer Batallón de Voluntarios (Bajo Rin), Estado mayor del Ejército de Mosela, jefe adjunto de la Brigada General, activo en el Ejército del Rin, brigadier general, diputado y comando del Flanco derecho del Ejército de Italia, Defensa de Génova, coronel general de la Guardia Consular, gobernador general del Campo de Boloña, Cuerpo en Austria y Prusia, II Cuerpo en España, jefe de Tropas en España, IV Cuerpo (1813), Comando de Tropas francesas en la Frontera pirinea, jefe de Estado Mayor para la campaña de Waterloo                                                                        |
| Claude Victor-Perrin              | Duque de Belluno Par de Francia                                              | 7 de diciembre de 1764 en Lamarche                     | 1 de marzo de 1841 en París                      | 1807    | Sitio de Tolón, Batalla de Marengo, Batalla de Jena-Auerstedt, Batalla de Friedland, Batalla de Talavera, Sitio de Cádiz, Batalla de Barrosa, Batalla de the Berizina, Batalla de Dresden, Batalla de Leipzig, Batalla de Brienne, Batalla de La Rothière, Batalla de Mormant, Batalla de Montereau, Batalla de Craonne |         | Brigadier general (tras el Sitio de Tolón), general de división, combatiendo en la Vendée, gobernador de Luisiana, Ejército bátavo, División en el V Cuerpo, I Cuerpo, gobernador de Berlín, España del Sur (1808-1812), Cuerpos para la Invasión de Rusia, Unidades varias entre 1813 y 1814, ministro de guerra (1821-1823), mayor general de la Guardia Real (1830) |
| Etienne Macdonald                 | Duque de Taranto Par de Francia                                              | 17 de noviembre de 1765 en Sedán                       | 25 de septiembre de 1840 en Beaulieu-sur-Loire   | 1809    | Batalla de Jemappes, Batalla de Trebbia, Batalla de Sacile, Batalla de Caldiero (1809), Batalla del Piave River, Batalla de Tarvis, Batalla de Raab, Batalla de Wagram, Batalla de Lutzen, Batalla de Bautzen, Batalla del Katzbach, Batalla de Leipzig, Batalla de Hanau, Batalla de Mormant, Batalla de Bar-sur-Aube, Batalla de Laubressel, Batalla de Saint-Dizier |         | Capitán en el Regimiento de Dillion, ayudante de campo del general Dumouriez, coronel, brigadier en los Países Bajos, gobernador deRoma, Ejército de Nápoles, gobernador deVersalles, Ejército de los Grisons (1800), Embajador ante Dinamarca (1805), consejero militar del príncipe Eugène, Flanco Izquierdo en la Invasión de Russia, Campaña Alemana, Campaña de 1814, mayor general de la Escolta Real |
| Auguste de Marmont                | Duque de Ragusa                                                              | 20 de julio de 1774 en Châtillon-sur-Seine             | 22 de marzo de 1852 en Venecia                   | 1809    | Batalla de Arcole, Batalla de Castiglione, Batalla de Alejandría, Batalla de las Pirámides, Batalla de Marengo, Batalla de Wagram, Batalla de Znaim, Batalla de Salamanca, Batalla de Lützen, Batalla de Bautzen, Batalla de Dresde, Batalla de Leipzig, Batalla de Hanau, Batalla de Brienne, Batalla de La Rothière, Batalla de Champaubert, Batalla de Montmirail, Batalla de Vauchamps, Batalla de Gué-à-Tresmes, Batalla de Laon, Batalla de Reims, Batalla de Fère-Champenoise, Batalla de París |         | |
| Nicolas Oudinot                   | Duque de Regio de Calabria                                                   | 25 de abril de 1767 en Bar-le-Duc                      | 13 de septiembre de 1847 en Paris                | 1809    | Batalla de Monzembanno, Batalla de Austerlitz, Sitio de Danzig, Batalla de Friedland, Batalla de Aspern-Essling, Batalla de Wagram, Primera batalla de Polotsk, Batalla de the Berizina, Batalla de Großbeeren, Batalla de Leipzig, Batalla de Brienne, Batalla de La Rothière, Batalla de Mormant, Batalla de Bar-sur-Aube, Batalla de Laubressel, Batalla de Arcis-sur-Aube |         | |
| Louis Gabriel Suchet              | Duque de la Albufera                                                         | 2 de marzo de 1770 en Lyon                             | 3 de enero de 1826 cerca deMarsella              | 1811    | Sitio de Tolón, Batalla de Lodi, Batalla de Castiglione, Batalla de Bozanno, Batalla de Arcole, Batalla de Rivoli, Batalla de Var, Batalla de Austerlitz, Batalla de Jena-Auerstedt, Batalla de Poltusk, Sitio de Zarragoza, Batalla de Alcaniz, Batalla de María, Batalla de Belchite, Sitio de Lérida, Asedio de Mequinenza, Sitio de Tortosa, Sitio de Tarragona, Batalla de Sagunto, Sitio de Valencia, Batalla de Castalla, Campaña alpina de los cien días |         | |
| Laurent de Gouvion-Saint-Cyr      | Conde del Imperio                                                            | 13 de abril de 1764 en Toul                            | 17 de marzo de 1830 en Hyeres                    | 1812    | Batalla de Novi, Batalla de Biberach, Batalla de Castelfranco, Sitio de Gerona, Primera batalla de Polotsk, Segunda Batalla de Polotsk, Batalla de Dresden, Sitio de Dresde |         | |
| Józef Poniatowski                 | Príncipe de Polonia y del Sacro Imperio Romano-Germánico– Un príncipe polaco | 7 de mayo de 1763 en Viena                             | 9 de octubre de 1813 en Leipzig                  | 1813    | Batalla de Raszyn, Batalla de Smolensk, Batalla de Borodino, Batalla de Maloyaroslavetz, Batalla de Vyazma, Batalla del Berézina, Batalla de Leipzig † |         | |
| Emmanuel de Grouchy               | Conde del Imperio                                                            | 23 de octubre de 1766 en París                         | 29 de mayo de 1847 en Saint-Étienne              | 1815    | Batalla de Novi, Batalla de Hohenlinden, Batalla de Jena-Auerstedt, Batalla de Eylau, Batalla de Friedland, Batalla de Raab, Batalla de Wagram, Batalla de Smolensk, Batalla de Borodino, Batalla de Maloyaroslavetz, Batalla de Krasnoi, Batalla de Brienne, Batalla de La Rothière, Batalla de Vauchamps, Batalla de Craonne, Batalla de Ligny, Batalla de Wavre |         | |

- Eugène de Beauharnais
- Generales de la Revolución francesa y del Primer Imperio